# Дудин, Юрий Иванович
Ю́рий Ива́нович Ду́дин (6 сентября 1906 — 7 августа 1976) — советский партийный и государственный деятель. Постоянный представитель Совета Министров УССР при Совете Министров СССР. Депутат Верховного Совета Украинской ССР 2-го созыва. Депутат Верховного Совета СССР по Роменскому избирательному округу 4—9-го созывов. Кандидат в члены ЦК Компартии Украины (1971—1976).

## Биография
Родился 6 сентября 1906 года. Трудовую деятельность начал в городе Ромны. С 1919 года работал токарем машиностроительного завода.
Член ВКП(б) с 1925 года.
- В 1925 — 1929 г. — на кооперативной, комсомольской и советской работе.

- С 1929 года — студент. Окончил Киевский агроэкономический институт.

- С 1934 года — на партийной и советской работе.

- С 21 ноября 1946 — 1949 г. — министр пищевой промышленности Украинской ССР.

- 1949—1953  — 1-м заместителем министра мясной и молочной промышленности СССР.

- В 1953 — 1976 г. — постоянный представитель Совета Министров УССР при Совете Министров СССР. Делегат XXIV съезда Компартии Украины.

Умер в 1976 году. Похоронен на Новодевичьем кладбище.

## Награды
- орден Ленина (23.01.1948)
- орден Октябрьской Революции (1971)
- орден Трудового Красного Знамени (в т.ч. 31.08.1956; 26.02.1958; 22.03.1966)
- орден «Знак Почёта» (16.11.1942)
- медали